# Ken Fagerberg
Ken Fagerberg (født 9. januar 1989) er en svensk fodboldspiller, der spiller for TB Tvøroyri som angriber.

## Karriere
Fagerberg startede med at spille ungdomsfodbold i Lindholmens BK. I 2007 kom han på Örgryte IS førstehold, hvor han i første sæson scorede 12 mål. I 2008 blev Fagerberg købt at den danske klub FC Midtjylland for et stort millionbeløb. Han oplevede aldrig den store succes i FC Midtjylland, og i sommeren 2011 skrev han kontrakt med AC Horsens gældende fra 1. januar 2012. På dette tidspunkt var Fagerberg fri af kontrakten med midtjyderne.. I den resterende del af sin kontrakt med FC Midtjylland var Fagerberg udlejet til Viborg FF i den danske 1. division.

### Viborg FF (2014)
I januar 2014 blev Fagerberg solgt fra AC Horsens til Viborg FF. Her fik han en 2 ½ årig aftale frem til sommeren 2016.

### Vendsyssel FF
Den 27. juni 2014 skrev Ken under på en kontrakt med 1. divisions holdet Vendsyssel FF.

### 07 Vestur
Den 21. november 2016 skrev Ken under på en 2-årig kontrakt med den færøske klub 07 Vestur, der var nyoprykkede i den bedste færøske division.

### TB Tvøroyri
Efter sommerpausen 2019 skiftede Ken til TB Tvøroyri, der er Færøernes ældste fodboldklub og spiller Færøernes bedste række. Han har også kontrakt for 2020.